# Lepthercus
Lepthercus és un gènere d'aranyes migalomorfes de la família dels nemèsids (Nemesiidae). Es poden trobar a Sud-àfrica.
Van ser descrits per primer cop per William Frederick Purcell l'any 1902.

## Llista d'espècies
Segons The World Spider Catalog 14.0:
- Lepthercus dregei Purcell, 1902
- Lepthercus rattrayi Hewitt, 1917